# Michigan Golf Classic
O Michigan Golf Classic foi um torneio de golfe no PGA Tour, que se realizou uma única vez, em setembro de 1969 no Shenandoah Golf & Country Club, um campo de par 70 com 6 708 jardas localizado em Walled Lake, Michigan. O evento foi conquistado por Larry Ziegler, então, aos 30 anos, residente de Bonne Terre, Missouri e foi o primeiro título dele no PGA Tour. Ele derrotou o ex-aluno da Universidade de Houston, Homero Blancas, com um birdie no segundo buraco do desempate de "morte súbita".

## Campeão
- 1969 – Larry Ziegler, com 272 tacadas, oito abaixo do par.[4]